# 岩倉壽
岩倉 壽（いわくら ひさし、1936年6月30日 - 2018年10月11日）は、日本画家。元日本藝術院会員。元日展常務理事。京都市立芸術大学名誉教授。

## 来歴・人物
香川県三豊郡山本町（現 三豊市山本町）出身。香川県立観音寺第一高等学校、京都市立美術大学（現 京都市立芸術大学）日本画科卒業。同大学専攻科修了。
風景や花鳥などの題材を淡い色彩で描く。京都市立美術大学在学中に日展への初入選を果たす。1959年（昭和34年）同大学卒業後、晨鳥社に入り、山口華楊に師事。日展を中心に活躍する一方、大学に残り、後進の指導に当たってきた。1961年（昭和36年）同大学専攻科修了。1962年（昭和37年）同大学教授に就任。
1972年（昭和47年）の第4回新日展では「柳図」が、続く1976年（昭和51年）の第8回新日展では「山里」が特選となる。日展評議員となった1990年（平成2年）には「晩夏」が日展内閣総理大臣賞を受賞、2003年（平成15年）は改組日展出品作「南の窓」が日本藝術院賞を受賞。
2006年（平成18年）日本藝術院会員に就任。
2018年10月11日、敗血症性ショックのため死去。叙正四位、旭日中綬章追贈。

## 受賞歴
- 1963年 - 関西展で読売新聞社賞受賞
- 1966年 - 日展特選
- 1990年 - 日展内閣総理大臣賞
- 2003年 - 日本藝術院賞受賞

## 展覧会
- 2010年 - 岩倉寿展（笠岡市立竹喬美術館）